# Convention pour le renouveau des Comores
La Convention pour le Renouveau des Comores (CRC) est un parti politique aux Comores.

## Histoire
La Convention pour le Renouveau des Comores a été créé en septembre 2002 par des membres du Mouvement pour le socialisme et la démocratie, groupe exclu du Front démocratique des Comores. Lors des élections législatives de 2004, le parti a remporté 6 des 18 sièges, devenant la seule opposition au Camp des îles autonomes.
Le parti a remporté 2 sièges aux élections législatives de 2015, remportées par Ali Mhadji et Charif Maoulana.

## Résultats électoraux
| Année | Sièges  | +/– | Rang | Position     |
| ----- | ------- | --- | ---- | ------------ |
| 2004  | 6 / 33  | 6   | 2e   | Opposition   |
| 2015  | 2 / 33  | 4   | 4e   | Opposition   |
| 2020  | 20 / 33 | 18  | 1er  | Gouvernement |
| 2025  | 31 / 33 | 11  | 1er  | Gouvernement |